# Qadari
Qadariyya (din arabă قدر, qadar = soarta) este un termen folosit pentru a desemna un grup de teologi fără o completă omogenitate internă care, în primele secole ale islamului, la începutul secolului al III-lea/al IX-lea, proclama, sub o formă sau alta, principiul de liber arbitru.

## Evoluție istorică
Termenul își are originile în Irak, la Basra, unde se va forma o nomenclatura biografică a mișcării qadarite, cu ocazia unei controverse care s-a stabilit între studenții lui Hasan al-Basri și succesorii lui, controversă formată în jurul modului de interpretare a doctrinei sale.
În Siria,de-a lungul ultimilor 20 de ani de dominație omeiadă, qadariții joacă un rol istoric prin activitățile lor revoluționare. În Siria, această mișcare este considerata politică, pe când la Basra, este concepută ca o școală teologică.
Motivul caracterului politic derivă de la principiul că un suveran este responsabil pentru acțiunile sale, iar în caz de abuz de autoritate, acesta trebuie să abdice; caracterul teologic este dat de ideea că „răul nu trebuie să I se atribuie lui Dumnezeu”. În urma acestei ultime interpretări, se disting doua tendințe, una moderată, iar cealaltă extremistă. 
În timpul califatului omeiad s-au pus presiuni asupra adepților școlii qadarite, drept pentru care abbasizii au beneficiat de susținere din partea qadariților.

## Fundament
Cel mai vechi document al școlii qadarirte este „Risala” a lui Hasan Al-Basri (a fost scrisă probabil între anii 75/694, anii în care al-Hadjadj a ajuns în Irak, și anii 80/699, ani care marcheaza debutul revoluției lui Ibn al-Ash’ath.).
Ramura moderata a mișcării qadarite este fondată pe teza acestei Risala: „Dumnezeu a creat doar binele, iar răul nu vine decât de la om sau de la Satan; omul alege liber între cei doi, însă Dumnezeu știe dintotdeauna care va fi alegerea omului, dar El nu îl conduce pe om spre greșeală, decât dacă omul I-a dat ocazia prin păcatul său.”. Această idee nu a fost o „inovație”, ci, odată cu Risala lui al-Basri, opinia a fost formulată sistematic. Acest lucru este confirmat de faptul că, printre contemporanii lui Hasan al-Basri, sunt și alți qadariți care nu au fost discipolii lui: în Yemen, Wahb b. Munabbih; în Siria, ascetul Khalid b. Ma`dan b. Abi Kurayb al-Kala`i; Makhul b. Abi Muslim; la Basra ascetul `Ata’ b. Yasar al-Hilali. În formula sa moderată, doctrina qadarită a fost o regulă practică de pietate.
Nu a existat niciodată o „primă dată” când s-a vorbit de „qadar”, ci sunt doar momemente în care anumite soluții teologice apar pentru prima oară. Sunt momente în care aceste soluții devin pentru prima dată importante și controversate în conștiința generală.
La aproximativ două decenii de la „Risala” lui al-Hasan, doctrina qadarită se regăsește în Irak, la un grup numit „Shabibiyya”. Acest grup era constituit de adepții kharijitului Shabib al-Nadjrani. Acesta nu avea nicio legatură directă cu teologia lui al-Hasan, iar aspectul de doctrină este diferit. Adepții Shabibiyya credeau că acțiunile și destinele oamenilor nu au fost cunoscute de Dumnezeu de la început: „Dumnezeu nu are nicio dorință în ceea ce privește acțiunile oamenilor, ci El lasă la latitudinea lor să aleagă ceea ce vor să facă”.
Acest fundament este foarte apropiat de „inovațiile” qadariților, inovații atacate de Umar al II-lea  (99-101/717-20), în tratatul său păstrat de Abu Nu’aym. „Dumnezeu știe dinainte că omul va păcătui, însă El știe că omul se poate și abține să păcătuiască.” Dumnezeu observă ceea ce face omul, dar nu îl influențează în luarea deciziilor.

## Politică
Din punct de vedere politic, doctrina qadarită nu era încă considerată a fi periculoasă sau subversivă. Predecesorul lui Umar, Suleyman b. ‘Abd al-Malik (96-9/715-7), ar fi vorbit despre „qadar”. Frontierele înauntrul cărora a existat mișcarea qadarită sunt imprecise, cu atât mai mult cu cât expozeul educației lor este de cele mai multe ori marcat de preocupații polemice.
Umar II nu ia nicio măsură împotriva lor; qadariții care vor intra mai târziu în conflict cu guvernul ocupau funcții oficiale în timpul domniei lui.
Al-Walid al II-lea continuă  politica împotriva qadariților, politică instituită de califul Hisham.
Califul Yazid al III-lea reia programul politic qadarit, însă nu toți cei care au adoptat această atitudine în acea perioadă au adoptat-o  și în sens teologic.
Sub califul Marwan al II-lea, qadariții au fost din nou persecutați. Mulți tradiționaliști au fost nevoiți să plece din zonele Siriei. Un qadarit a fost omorât din ordinul califului. Astfel ia sfârsit rolul politic al mișcării „Qadariyya”. În Siria a mai continuat să existe un număr limitat de adepți.
La Basra, mișcarea lui Hasan al Basri a fost continuată de către discipolul său Kataba b. Di`ama. Militanții qadariți au sprijinit și susținut revoluția abasidă.
În jurul lui `Amr b. ‘Ubayd, ia amploare un grup de teologi format în jurul fundamentului qadarit și fuzionează cu mișcarea mu`tazilită. Aceste mișcări aveau în comun principiul dreptății divine.